# Talât Sait Halman
Talât Sait Halman (* 7. Juli 1931 in Istanbul; † 5. Dezember 2014 ebenda) war ein türkischer Dichter, Übersetzer und Kulturhistoriker. Er war der erste Minister für Kultur der Türkei. Er lehrte an zahlreichen Universitäten in den Vereinigten Staaten und ab 1998 an der Bilkent Üniversitesi, wo er auch Dekan der Fakultät für Geisteswissenschaften und Literatur war.

## Leben
Halman wurde 1931 als Sohn des Admirals Sait Halman geboren. Er schloss das Robert College in Istanbul ab und erhielt Mitte der 1950er-Jahre einen Master in Politikwissenschaften, internationalen Beziehungen und internationalem Recht an der Columbia University.
Während seiner langen akademischen Karriere lehrte Halman als Professor an der Columbia University, der Princeton University (1965–1971) und (1972–80), der University of Pennsylvania und New York University, wo er auch Leiter des Fachbereichs für Sprachen und Literatur des Nahen Ostens war.
Im Jahr 1971 wurde Halman erster Minister für Kultur und Tourismus. In seine Amtszeit fiel die erste Auslandstournee der „tanzenden Derwische“ in die Vereinigten Staaten. 1976 verantwortete er die erste amerikanische Museumstour mit Artefakten der osmanischen Sultane aus dem Topkapı-Palast. Nach dem Ende seiner Amtszeit kehrte er in die Vereinigten Staaten zurück.
In den Jahren 1980 bis 1982 war er der erste Kulturbotschafter der Türkei. Er initiierte ein Programm mit türkischen Kulturaktivitäten. Von 1991 bis 1995 war er Mitglied des Exekutivrates der UNESCO. Außerdem war er Mitglied des Exekutivrates des PEN American Center und arbeitete im Übersetzerausschuss des Zentrums. Über viele Jahre war er Mitglied der Poetry Society of America und seit 1967 Mitglied des Herausgebergremiums der World Literature Today.
Ab 1998 lehrte er an der Bilkent Üniversitesi in Ankara und war dort Dekan des Fachbereichs für Geisteswissenschaften und Literatur. Dort gründete er ein Programm für türkische Sprache und Literatur mit dem Ziel, einen neuen kritischen Zugang zu ermöglichen.
Ab Oktober 2003 leitete er die türkische Delegation bei UNICEF.

## Familie
Halmans Vater Sait Halman diente im türkischen Befreiungskrieg und im Zweiten Weltkrieg. Auch Halmans Vater war schriftstellerisch tätig. Er übersetzte und schrieb eigene Bücher über Militärgeschichte, darunter auch eine Monografie über die Karte des Piri Reis. Halmans Mutter Iclal stammte aus der angesehenen Familie Nemlizade. Beide Familien stammten aus der Region Trabzon an der Schwarzmeerküste.
1960 heiratete Halman Seniha Taşkıranel. Das Paar hat zwei Söhne und eine Tochter.

## Auszeichnungen
Halman erhielt für sein Lebenswerk den Thornton-Wilder-Preis der Columbia University. Er war Ehrendoktor der Boğaziçi Üniversitesi und Rockefeller-Stipendiat. Man verlieh ihm die UNESCO-Medaille. 1971 zeichnete ihn die britische Königin Elisabeth II. bei einem Besuch in der Türkei als Honorary Knight Grand Cross des Order of the British Empire aus.

## Werke
Talat Sait Halman schrieb 60 Bücher, mehr als 2000 Zeitungsartikel und 500 wissenschaftliche Beiträge. Er war Übersetzer türkischer und englischer Literatur. Zu seinen englischsprachigen Büchern zählen eine Sammlung seiner Gedichte (Shadows of Love, in Kanada veröffentlicht) und A Last Lullaby (in den USA veröffentlicht), außerdem zeitgenössische türkische Prosa und Lyrik und moderne türkische Theaterstücke. Außerdem schrieb er Bücher über den mystischen Volksdichter des 13. Jahrhunderts aus Anatolien Yunus Emre, über Dschalāl ad-Dīn ar-Rūmī und die tanzenden Derwische (mit Metin And), Süleyman I. und die Geschichten von Nasreddin. Viele seiner Bücher erschienen auch außerhalb der Türkei.
Zu seinen türkischsprachigen Büchern zählen neun Gedichtbände, zwei Anthologien mit altertümlichen Gedichten und ein Buch über Gedichte des alten Ägypten. Er versammelte ausgesuchte Gedichte von Wallace Stevens und Langston Hughes und verfasste eine Anthologie zeitgenössischer US-amerikanischer Dichter, ein Buch zu US-amerikanischen Poetinnen, die Übersetzung der Sonette von Shakespeare, einen Gedichtband mit Lyrik der Eskimos und viele weitere. Außerdem übersetzte er Robinson Jeffers’ Version von Medea, Neil Simons Lost in Yonkers, Dear Liar (basierend auf den Briefen von George Bernard Shaw und Mrs. Patrick Campbell) und Eugene O’Neills The Iceman Cometh. Für die beiden letzteren gewann er den Übersetzerpreis der Türkei. Er war der erste türkische Übersetzer von William Faulkner.